# IC 1741
IC 1741 је лентикуларна галаксија у сазвјежђу Кит која се налази на листи објеката дубоког неба у Индекс каталогу.
Деклинација објекта је - 16° 47' 15" а ректасцензија 1h 51m 56,7s. Привидна величина (магнитуда) објекта IC 1741 износи 14,2 а фотографска магнитуда 15,1. IC 1741 је још познат и под ознакама MCG -3-5-23, NPM1G -17.0066, PGC 6900.